# 東京復仇者 (真人電影)
《東京復仇者》（日语：東京リベンジャーズ）是由北村匠海擔任主演的真人電影，改編自和久井健的漫畫《東京卍復仇者》。原定於2020年10月9日上映，由於嚴重特殊傳染性肺炎疫情影響而延期上映，最終決定於2021年7月9日上映。電影票房總計45億日圓，名列2021年日本真人電影票房冠軍。

## 演員
- 花垣武道：北村匠海
- 龍宮寺堅：山田裕貴
- 橘直人：杉野遙亮
- 橘日向：今田美櫻
- 清水將貴：鈴木伸之
- 三谷隆：真榮田鄉敦
- 半間修二：清水尋也
- 林田春樹：堀家一希（日语：堀家一希）
- 長內信高：湊祥希（日语：湊祥希）
- 山岸一司：藤堂日向
- 鈴木誠：髙橋里恩
- 山本拓也：田川隼嗣（日语：田川隼嗣）
- 千堂敦：磯村勇斗
- 稀咲鐵太：間宮祥太朗
- 佐野萬次郎：吉澤亮

## 製作團隊
- 原作：和久井健「東京卍復仇者」
- 導演：英勉（日语：英勉）
- 編劇：高橋泉（日语：高橋泉）
- 音樂：山田豐（日语：やまだ豊）
- 主題曲：SUPER BEAVER「名前を呼ぶよ」
- 製作：石原隆（日语：石原隆）、池田宏之、松本智
- 製作人：岡田翔太、稻葉尚人
- 攝影：江崎朋生（J.S.C.（日语：日本映画撮影監督協会））
- 照明：三善章譽（日语：三善章誉）
- 音效：加來昭彥
- 美術：佐久嶋依里、加藤たく郎
- 裝飾：堀口浩明
- 衣裝：宮本雅江（日语：宮本まさ江）、佐藤美幸
- 髮型：須田理惠
- 剪輯：相良直一郎（日语：相良直一郎）
- 音響效果：柴崎憲治（日语：柴崎憲治）
- 動作導演：諸鍛冶裕太（日语：諸鍛冶裕太）
- VFX監察人：村上優悅
- 副導演：古川豪
- 製作擔當：木村利明、片平大輔
- 執行製片：石渡宏樹
- 製片商：角川大映Studio（日语：角川大映スタジオ）
- 發行：華納兄弟
- 製片：電影「東京復仇者」製作委員會（富士電視台、華納兄弟、講談社）

## 與原作漫畫的差異
真人電影改編成主角花垣武道於現代為27歲，且是穿越回10年前的過去，亦即回到高中生時期，不同於原作漫畫設定的穿越至12年前的國中生時代，因此「溝中五人眾」也改變為「溝高五人眾」。現代的時間點設定亦從原作的2017年變動為2020年。

### 備註
1. 1 2 3  原訂於2022年1月20日公映，但因2019冠狀病毒病疫情而引起的戲院營業暫停影響，轉而於Now E上架。因應2023年9月上映續集，而安排於香港地區戲院作正式限定公映。澳門地區原定於CGV Cinemas Macau重映，後因為排片及檔期問題而未能安排重映。[1]

### 出處
1. ↑  . 安樂影片facebook. 2023-06-20  [2023-06-20]. （原始内容存档于2023-06-20）.
2. ↑   (PDF).   [2022-01-27]. （原始内容存档 (PDF)于2022-02-12）.
3. ↑  Inc, Natasha. . 映画ナタリー.   [2021-09-28]. （原始内容存档于2021-01-04） （日语）.
4. ↑  Inc, Natasha. . 映画ナタリー.   [2021-09-28]. （原始内容存档于2021-01-06） （日语）.
5. ↑  Inc, Natasha. . 映画ナタリー.   [2021-09-28]. （原始内容存档于2021-04-24） （日语）.
6. ↑  . oricon.   [2021-09-27]. （原始内容存档于2022-09-23）.
7. ↑  Inc, Natasha. . コミックナタリー.   [2021-09-28]. （原始内容存档于2021-12-26） （日语）.
8. ↑  .   [2021-09-28]. （原始内容存档于2021-01-17）.

## 外部連結
- 電影《東京復仇者》官方網站 （页面存档备份，存于）（日語）
  - 映画『東京リベンジャーズ』公式的X（前Twitter）
  - 映画『東京リベンジャーズ』公式的Instagram帳戶
  - 映画『東京リベンジャーズ』公式的TikTok